# Murina žutošarka
Murina žutošarka (Muraena helena) je riba iz porodice murinki. Ima dugo jeguljasto tijelo, a obitava u vodama istočnog Jadrana i istočnog Mediterana. Njezin ugriz može biti opasan za ljude.

## Izgled i karakteristike
Murina žutošarka ima izduženo tijelo, poput jegulja, a može doseći duljinu od 1,5 metara i težiti preko 15 kilograma. Njena boja varira od tamno sive do tamno smeđe boje s finim tamnim mrljama. Koža je vitka i bez ljuskica. Dorzalna peraja počinje iza glave i nastavlja do kaudalne peraje (spojene analnom perajom). Pektoralnih peraje nema, zubi su dugački i oštro-šiljasti (kao kod ostalih murina), usta su dugačka i robusna te sežu do iza škrga.

## Ekologija
Murina žutošarka nastanjuje obalne vode istočnog Atlantskog oceana od Britanskog otočja do obale Senegala, vode Kanarskih otoka i Azore, te Sredozemno more. Preferira stjenovita dna i živi u dubinama od 5 do 80 metara. To je samotna i teritorijalna vrsta. Murina žutošarka veći dio dana provodi u šupljinama i rascjepima između stijena i aktivnija je noću. Lovi ribe, rakove i glavonošce, ali se hrani i mrtvim životinjama.
Slabo je poznato kako se razmnožava. Izbaci oko 60 000 jaja u otvoreno more, te se iz njih izlegu prozirni planktonski leptocefali.

## Važnost za ljude
Ugriz murine žutošarke može biti opasan ponajviše zbog blago otrovne sluzi njezine kože. Može se jesti. Koža se može koristiti u kožarstvu.

## Vanjske poveznice
|  | Zajednički poslužitelj ima još gradiva o temi Muraena helena |
|  | Wikivrste imaju podatke o taksonu Muraena helena             |